# گلیندخت
گلیندخت یا دولیندخت (مرگ در ۵۹۱ میلادی) از اشراف ایرانی در دوره ساسانیان بود که به مسیحیت گروید و قدیس شد و پس از آن شهید شد. او در دوران پادشاهی خسرو انوشیروان از آیین مزدیسنا به مسیحیت گروید. در دوران انوشیروان و هرمز چهارم به او آزار و اذیت روا داشتند و در پایان در منبج درگذشت. تئوفولاکتوس به درازا درباره او سخن رانده است.